# غراهام بيرس
غراهام بيرس (بالإنجليزية: Graham Pearce)‏ (8 يوليو 1959 بهامرسميث في المملكة المتحدة - ) هو مدرب كرة قدم ولاعب كرة قدم بريطاني في مركز الدفاع. لعب مع برايتون أند هوف ألبيون ونادي إنفيلد ونادي بارنت ونادي برينتفورد ونادي غيلينغهام وماديستون يونايتد ‏ وكورنثيان كاشولز ونادي كينغستونيان وBasingstoke Town F.C. ‏ ونادي هيلينغدون بورو وMolesey F.C. ‏ وHarrow Borough F.C. ‏.

## وصلات خارجية
- غراهام بيرس على موقع قاعدة بيانات كرة القدم.إي يو (الإنجليزية)